# Arshunah
Arshuneh (tiếng Ả Rập: عرشونة) là một ngôi làng Syria nằm ở phó huyện Barri Sharqi ở huyện Salamiyah, Hama. Theo Cục Thống kê Trung ương Syria (CBS), Arshuneh có dân số 865 trong cuộc điều tra dân số năm 2004.